# Honda CBR 400
Honda CBR 400 ist eine Serie vom Motorrädern des japanischen Herstellers Honda.

## CBR400F
Die CBR 400 F wurde von Honda mit dem Modellcode NC 17 zwischen 1983 und 1986 hergestellt und ausschließlich in Japan verkauft. Dort aber war das Modell mit einem Ausstoß von 50.000 Stück sehr erfolgreich. Das Basismodell war unverkleidet, die Variante „Endurance“ hatte eine Teilverkleidung. Diese Modelle sind die einzigen der CBR 400-Reihe, die einen luftgekühlten Motor verbaut haben.

## CBR400R/CBR400RR
Die CBR 400 R wurde eigentlich für den japanischen Markt entwickelt. Dort gab es eine Führerscheinklasse bis 400 cm³. Aber auch in UK war dieses Motorrad ein Renner.

## Modellgeschichte
| Modell       | Baujahre |
| ------------ | -------- |
| CBR 400 RR-J | 1987     |
| CBR 400 RR-K | 1989     |
| CBR 400 RR-L | 1990/91  |
| CBR 400 RR-N | 1992/93  |
| CBR 400 RR-R | 1994/99  |

### NC23 „Aero“
Die CBR 400 R „Aero“ wurde ab 1987 gebaut. Das Modell war vollverkleidet und wurde als kleinere Alternative zur  CBR 600 F in Japan angeboten. Sie hatte eine Kastenschwinge.

### NC23 „Triarm“
Die CBR 400 RR-J und CBR 400 RR-K (NC 23) „Triarm“ wurde ab 1988 gebaut.  Auch wurde die Verkleidung geändert, so dass der Aluminiumrahmen nun sichtbar wurde und die Sitzbank wurde durch einen Einzelsitz ersetzt. Der Namenszusatz „RR“ steht für „Racing Replica“ da Honda hier die Verwandtschaft zu seinen Rennmotorrädern deutlich machen wollte. Der Vierzylinder-Reihenmotor hatte „Gear-Driven-Cams“, also wie bei der Honda VFR 750 F eine zahnradgetriebene Nockenwelle.

### NC29 „Gullarm“/„Fireblade“
Die CBR 400 RR-L, CBR 400 RR-N und CBR 400 RR-R (NC 29) „Gullarm“ wurde ab 1990 gebaut. Dieses Design wurde von den Grand Prix Bikes übernommen. Ab 1992 tragen diese Modelle den Namen „Fireblade“ auf der Verkleidung, um den mit der CBR 900 RR eingeführten Markennamen zu stärken.
Von den Vorgängern unterscheidet sich die „Gullarm“ außerdem durch das auf 17 Zoll um 1 Zoll verkleinerte Hinterrad.